# بورگنلاندکرایس
بورگنلاندکرایس (به آلمانی: Burgenlandkreis) یک منطقهٔ روستایی در آلمان است که در زاکسن-آنهالت واقع شده‌است.